# Svobodnoje plavanije
Svobodnoje plavanije (russisk: Свободное плавание) er en russisk spillefilm fra 2006 af Boris Khlebnikov.

## Medvirkende
- Aleksandr Jatsenko som Ljonja
- Jevgenij Sytyj som Roslov
- Pjotr Zajtjenko
- Boris Petrov
- Darja Ekamasova som Piggy